# Заросляк (рід птахів)
Заросляк (Atlapetes) — рід горобцеподібних птахів родини Passerellidae. Представники цього роду мешкають в гірських лісах Мексики, Центральної і Південної Америки. Рід Заросляк є сестринським до роду Тауї (Pipilo).

## Опис
Заросляки мають середню довжину тіла від 14,5 до 21 см і вагу від 20 до 49,5 г. Вони мешкають в лісах, на узліссях і галявинах, харчуються насінням і комахами. В 1978 році орнітолог Раймонд Ендрю Пейнтер-иолодший розділив рід географічно і морфологічно на три видові комплекси: A. schistaceus, A. rufinucha і A. albinucha. Забарвлення представників видової групи A. schistaceus здебільшого сіре. До видового комплексу A. rufinucha входять види з переважно жовтою верхньою частиною тіла і рівномірним забарвленням голови. До груди A. albinucha входять птахи, які мають двокольорове забарвлення голови.

## Види
Виділяють тридцять три види:
- Заросляк жовточеревий, Atlapetes pileatus
- Заросляк вусатий, Atlapetes albofrenatus
- Заросляк вохристоволий, Atlapetes semirufus
- Заросляк іржастоголовий, Atlapetes personatus
- Заросляк великий, Atlapetes albinucha
- Заросляк санта-мартійський, Atlapetes melanocephalus
- Заросляк рудолобий, Atlapetes pallidinucha
- Заросляк жовтоголовий, Atlapetes flaviceps
- Заросляк колумбійський, Atlapetes fuscoolivaceus
- Заросляк триколірний, Atlapetes tricolor
- Заросляк еквадорський, Atlapetes leucopis
- Заросляк жовтоволий, Atlapetes latinuchus
- Заросляк антіоквійський, Atlapetes blancae
- Заросляк рудоголовий, Atlapetes rufigenis
- Заросляк апуримацький, Atlapetes forbesi
- Заросляк інкійський, Atlapetes melanopsis
- Заросляк сірогрудий, Atlapetes schistaceus
- Заросляк малий, Atlapetes leucopterus
- Заросляк білоголовий, Atlapetes albiceps
- Заросляк світлоголовий, Atlapetes pallidiceps
- Заросляк сірощокий, Atlapetes seebohmi
- Заросляк рудочеревий, Atlapetes nationi
- Заросляк кузкійський, Atlapetes canigenis
- Заросляк вілкабамбійський, Atlapetes terborghi
- Заросляк чорнощокий, Atlapetes melanolaemus
- Заросляк жовтовусий, Atlapetes rufinucha
- Заросляк болівійський, Atlapetes fulviceps
- Заросляк аргентинський, Atlapetes citrinellus
- Волохань панамський, Atlapetes luteoviridis
- Волохань коста-риканський, Atlapetes tibialis
- Заросляк меридський, Atlapetes meridae
- Заросляк золотоголовий, Atlapetes crassus
- Заросляк периханський, Atlapetes nigrifrons

## Етимологія
Наукова назва роду Atlapetes походить від сполучення дав.-гр. Άτλας — Атлас (титан з античної міфології) і πετης — літун.